# Makiio Hasegawa
Pour les articles homonymes, voir Hasegawa.
Makiio Hasegawa (長谷川 真紀夫, Hasegawa, Makio, né en 1947) est un peintre et graveur japonais du XXe siècle. À ce jour, ses origines ne sont pas connues.

## Biographie
Peintre, graveur et artiste pop art, Makiio Hasegawa commence par étudier l'estampe à l'Académie d'Art Suidobata, à Tokyo. Dès 1970, il participe à des manifestations de groupe, il figure au Ve Festival d'Art du Japon ; en 1971 à la Xe Exposition d'Art Japonais Contemporain ; en 1973 à Tokyo à l'exposition Computer art show ; en 1974 à l'exposition l'Art Japonais d'Aujourd'hui au Musée d'Art Contemporain de Montréal ; ainsi qu'à Marseille, Munich, New York et Philadelphie. Il est titulaire du Grand Prix Jafa (Japan Art Festival Association). Dans ses gravures, il tire parti de planches d'imprimerie monochromes, sur contre-plaqué.